# Lijst van heersers van Walachije
Dit is een lijst van heersers van het vorstendom Walachije. Walachije, een vorstendom tussen de Zuidelijke Karpaten en de Donau, bestond tot de vereniging met Moldavië wanneer de staat Roemenië werd uitgeroepen (1862). 
Dynastische overheersing is moeilijk te beschrijven, gezien de losse traditionele definitie van de heersende familie (in principe werden prinsen gekozen van alle takken, zelfs de bastaardzonen van een vorige heerser werden gekozen - gedefinieerd als os de domn: "bot van de woiwode", of als hereghie: "erfelijkheid" (van het Latijnse hereditas); er werd begonnen met verkiezingen die vooral door de bojaren overheerst werden, die invloed hadden op verschillende rangen). Het systeem werd bemoeilijkt door afzetters, en werd helemaal verouderd door het Phanariotestijdperk, toen de heersers door Ottomaanse sultans werden aangewezen. Tussen 1821 en 1878 (de periode naar de Roemeense onafhankelijkheid) werden verschillende systemen en verkiezingen in werking gesteld. Walachijse heersers, hadden net als de Moldavische heersers, de titels woiwode en/of hospodar.
De meeste heersers bestuurden niet onder hun echte naam, en sommigen gebruikten zelfs meerdere vormen van een naam. De hele namen zijn modernere versies of versies die gebaseerd zijn op verschillende vermeldingen. 
| Periode | Heerser                    | Opmerkingen |
| --- | -------------------------- | --- |
| ca. 1247 | Seneslau                   | Woiwode van het land ten oosten van de Oltrivier (rond de Argeșrivier). |
| 1247-1277 | Litovoi                    | Woiwode van het land ten westen van de Olt. |
| ca. 1277-ca. 1290 | Bărbat                     | Broer van Litovoi |
| ca. 1290-ca. 1310 | Thocomerius van Walachije  | |
| Vroege 14e eeuw: de aangenomen stichting van Walachije.                                                                                        |                            | |
| (ca. 1300 | Radu Negru                 | Mythische woiwode) |
| ca. 1310-1352 | Basarab I                  | (Basarab Întemeietorul, Basarab de Stichter - moderne namen, niet gebruikt in zijn tijd); eerste heerser van Huize Basarab, eerste niet-legendarische heerser van Walachije |
| 1352-1364 | Nicolae Alexandru          | |
| 1364-ca. 1377 | Vladislav I                | (Roemeens: Vlaicu-Vodă) |
| ca. 1377-ca. 1383 | Radu I                     | |
| ca. 1383-1386 | Dan I                      | |
| 1386 - 1418 | Mircea cel Bătrân          | (Mircea de Oudste) |
| 1394-1397 | Vlad I Urzupatorul         | (Vlad I de Overweldiger) |
| 1418-1420 | Mihail I                   | |
| 1420 - 1421 | Dan II                     | eerste heerser van de Dănești-tak; 1e periode |
| 1421 | Radu II Chelul             | (Radu de Kale) 1e periode |
| 1421 - 1423 | Dan II                     | 2e periode |
| 1423 | Radu II Chelul             | 2e periode |
| 1423-1424 | Dan II                     | 3e periode |
| 1424-1426 | Radu II Chelul             | 3e periode |
| 1426-1427 | Dan II                     | 4e periode |
| 1427 | Radu II Chelul             | 4e periode |
| 1427-1431 | Dan II                     | 5e periode |
| 1431-1436 | Alexandru I Aldea          | |
| 1436 - 1442 | Vlad II Dracul             | (Vlad de Draak); eerste heerser van de Drăculești-tak; 1e periode |
| 1442 | Mircea II                  | |
| 1442 - 1443 | Basarab II                 | |
| 1443-1447 | Vlad II Dracul             | 2e periode |
| 1447-1448 | Vladislav II               | 1e periode |
| 1448 | Vlad Țepeș                 | (Vlad de Spietser of Vlad Dracula) 1e periode |
| 1448-1456 | Vladislav II               | 2e periode |
| 1456-1462 | Vlad Țepeș                 | 2e periode |
| 1462-1473 | Radu cel Frumos            | Radu de Mooiste 1e periode |
| 1473 | Basarab Laiotă cel Bătrân  | Basarab Laiotă de Oudste 1e periode |
| 1473-1474 | Radu cel Frumos            | 2e periode |
| 1474 | Basarab Laiotă cel Bătrân  | 2e periode |
| 1474 | Radu cel Frumos            | 3e periode |
| 1474 | Basarab Laiotă cel Bătrân  | 3e periode |
| 1474-1475 | Radu cel Frumos            | 4e periode |
| 1475-1476 | Basarab Laiotă cel Bătrân  | 4e periode |
| 1476 | Vlad Țepeș                 | 3e periode |
| 1476-1477 | Basarab Laiotă cel Bătrân  | 5e periode |
| 1477-1481 | Basarab Țepeluș cel Tânăr  | (Basarab Țepeluș de Jongste) 1e periode |
| 1481 | Mircea                     | |
| 1481 | Vlad Călugărul             | (Vlad de Monnik) 1e periode |
| 1481-1482 | Basarab Țepeluș cel Tânăr  | 2e periode |
| 1482-1495 | Vlad Călugărul             | 2e periode |
| 1495-1508 | Radu cel Mare              | (Radu de Grote) |
| 1508-1509 | Mihnea cel Rău             | (Mihnea de Slechte) |
| 1509-1510 | Mircea (Miloș)             | |
| 1510-1512 | Vlad cel Tânăr             | (Vlăduț, Vlad de Jongste) |
| 1512-1521 | Neagoe Basarab             | eerste heerser van Huize Craiovești |
| 1521 | Teodosie                   | 1e periode |
| 1521 | Vlad Călugărul             | 3e periode |
| 1521-1522 | Teodosie                   | 2e periode |
| 1522-1523 | Radu de la Afumați         | (Radu van Afumați) 1e periode |
| 1523 | Vladislav III              | 1e periode |
| 1523-1524 | Radu Bădica                | |
| 1524 | Radu de la Afumați         | 2e periode |
| 1524 | Vladislav III              | 2e periode |
| 1524-1525 | Radu de la Afumați         | 3e periode |
| 1525 | Vladislav III              | 3e periode |
| 1525-1529 | Radu de la Afumați         | 4e periode |
| 1529 | Basarab V                  | |
| 1529-1530 | Moise                      | |
| 1530-1532 | Vlad Înecatul              | (Vlad de Verdronkene) |
| 1532-1535 | Vlad Vintilă de la Slatina | (Vlad Vintilă van Slatina) |
| 1535-1545 | Radu Paisie                | |
| 1545-1552 | Mircea Ciobanul            | (Mircea de Schaapsherder) 1e periode |
| 1552-1553 | Radu Ilie Haidăul          | |
| 1553-1554 | Mircea Ciobanul            | 2e periode |
| 1554-1558 | Pătrașcu cel Bun           | (Pătrașcu de Goede) |
| 1558-1559 | Mircea Ciobanul            | 3e periode |
| 1559-1568 | Petru cel Tânăr            | (Peter de Jongste) |
| 1568-1574 | Alexandru II Mircea        | 1e periode |
| 1574 | Vintilă                    | |
| 1574-1577 | Alexandru II Mircea        | 2e periode |
| 1577-1583 | Mihnea Turcitul            | 1e periode |
| 1583-1585 | Petru Cercel               | (Peter Oorbel of Oorbel Peter) |
| 1585-1591 | Mihnea Turcitul            | 2e periode |
| 1591-1592 | Ștefan Surdul              | (Stefan de Dove) |
| 1592-1593 | Alexandru cel Rău          | (Alexander de Slechte) |
| 1593-1600 | Mihai Viteazul             | (Michaël de Dappere) |
| 1600-1601: Walachije, Transsylvanië en Moldavië werden onder Mihai Viteazul verenigd.                                                          |                            | |
| 1600-1601 | Simion Movilă              | 1e periode |
| 1601-1602 | Radu Mihnea                | 1e periode |
| 1602 | Simion Movilă              | 2e periode |
| 1602-1610 | Radu Șerban                | 1e periode |
| 1611 | Radu Mihnea                | 2e periode |
| 1611 | Radu Șerban                | 2e periode |
| 1611-1616 | Radu Mihnea                | 3e periode |
| 1616 | Gabriel Movilă             | 1e periode |
| 1616-1618 | Alexandru Iliaș            | 1e periode |
| 1618-1620 | Gabriel Movilă             | 2e periode |
| 1620-1623 | Radu Mihnea                | 4e periode |
| 1623-1627 | Alexandru Coconul          | |
| 1627-1629 | Alexandru Iliaș            | 2e periode |
| 1629-1632 | Leon Tomșa                 | |
| 1632 | Radu Iliaș                 | |
| 1632-1654 | Matei Basarab              | |
| 1654-1658 | Constantin Șerban          | |
| 1658-1659 | Mihnea III                 | |
| 1659-1660 | Gheorghe Ghica             | eerste heerser van Huize Ghica |
| 1660-1664 | Grigore I Ghica            | 1e periode |
| 1664-1669 | Radu Leon                  | |
| 1669-1672 | Antonie Vodă din Popești   | (Anthony Woiwode van Popești) |
| 1672-1673 | Grigore I Ghica            | 2e periode |
| 1673-1678 | Gheorghe Duca              | |
| 1678-1688 | Șerban Cantacuzino         | eerste heerser van Huize Cantacuzino |
| 1688-1714 | Constantin Brâncoveanu     | |
| 1714-1715 | Ștefan Cantacuzino         | |
| 1715-1821: het Phanariotestijdperk (Ottomaanse bezetting)                                                                                      |                            | |
| 1715-1716 | Nicolae Mavrocordat        | eerste heerser van Huize Mavrocordato; 1e periode |
| 1716 | Habsburgse occupatie       | |
| 1716-1719 | Ioan Mavrocordat           | |
| 1719-1730 | Nicolae Mavrocordat        | 2e peruide |
| 1730 | Constantin Mavrocordat     | 1e periode |
| 1730-1731 | Mihai Racoviță             | eerste heerser van Huize Racoviță; 1e periode |
| 1731-1733 | Constantin Mavrocordat     | 2e periode |
| 1733-1735 | Grigore II Ghica           | 1e periode |
| 1735-1741 | Constantin Mavrocordat     | 3e periode |
| 1741-1744 | Mihai Racoviță             | 2e periode |
| 1744-1748 | Constantin Mavrocordat     | 4e periode |
| 1748-1752 | Grigore II Ghica           | 2e periode |
| 1752-1753 | Matei Ghica                | |
| 1753-1756 | Constantin Racoviță        | 1e periode |
| 1756-1758 | Constantin Mavrocordat     | 5e periode |
| 1758-1761 | Scarlat Ghica              | 1e periode |
| 1761-1763 | Constantin Mavrocordat     | 6e periode |
| 1763-1764 | Constantin Racoviță        | 2e periode |
| 1764-1765 | Ștefan Racoviță            | |
| 1765-1766 | Scarlat Ghica              | 2e periode |
| 1766-1768 | Alexandru Ghica            | |
| 1768 | Russische occupatie        | |
| 1768-1769 | Grigore III Ghica          | |
| 1769-1770 | Russische occupatie        | |
| 1770-1771 | Emanuel Giani Ruset        | Manole of Manolache Giani Ruset; enig lid van Huize Rosetti |
| 1774-1782 | Alexandru Ipsilanti        | eerste heerser van Huize Ypsilanti; 1e periode |
| 1782-1783 | Nicolas Caradja            | eerste heerser van Huize Caradja |
| 1783-1786 | Mihai Suțu                 | eerste heerser van Huize Soutzo; 1e periode |
| 1786-1789 | Nicolae Mavrogheni         | |
| 1789-1790 | Habsburgse occupatie       | |
| 1791-1793 | Mihai Suțu                 | 2e periode |
| 1793-1796 | Alexandru Moruzi           | enig lid van Huize Mourousi; 1e periode |
| 1796-1797 | Alexandru Ipsilanti        | 2e periode |
| 1797-1799 | Constantin Hangerli        | |
| 1799-1801 | Alexandru Moruzi           | 2e periode |
| 1801-1802 | Mihai Suțu                 | 3e periode |
| 1802-1806 | Constantin Ipsilanti       | 1e periode |
| 1806 | Russische occupatie        | |
| 1806-1812 | Constantin Ipsilanti       | 2e periode |
| 1812-1818 | Jean Georges Caradja       | |
| 1818-1821 | Alexandru Suțu             | |
| 1821: Tudor Vladimirescu's opstand |                            | |
| 1821 | vacature                   | Caimacam, Grigore Brâncoveanu en andere bojaren |
| 1821 | Tudor Vladimirescu         | |
| 1821 | Scarlat Callimachi         | Enig heerser van Huize Callimachi |
| 1822-1828 | Grigore IV Ghica           | |
| 1832-1856: de Organisch reglement regering. |                            | |
| 1828-1834 | Russische occupatie        | Fyodor Pahlen, Pyotr Zheltukhin, en Pavel Kiseleff in commando. |
| 1834-1842 | Alexandru II Ghica         | |
| 1842-1848 | Gheorghe Bibescu           | |
| 1848: de Walachijse Revolutie |                            | |
| 1848 | vacature                   | Metropoliet Neofit en anderen |
| 1848-1853 | Barbu Știrbei              | 1e periode |
| 1853-1854 | Russische bezetting        | |
| 1854-1856 | Barbu Știrbei              | 2e periode |
| 1854 | Ottomaanse bezetting       | |
| 1854-1856 | Oostenrijkse occupatie     | |
| 1856-1859: protectoraat van Europese machten werd door het Verdrag van Parijs bepaald; verlengde en betwiste verkiezingen voor de Ad hoc Divan |                            | |
| 1856-1858 | vacature                   | Caimacam Alexandru II Ghica |
| 1858-1859 | vacature                   | Caimacam overheersing door drie: Ioan Manu, Emanoil Băleanu, Ioan Al. Filipide                                                                                              |
| 1859 | Alexander Johan Cuza       | |
| 1859: Vereniging met Moldavië |                            | |

Voor de latere heersers, zie de lijst van koningen van Roemenië en de lijst van staatshoofden van Roemenië.